# Eleições estaduais em Santa Catarina em 1954
As eleições estaduais em Santa Catarina em 1954 ocorreram em 3 de outubro como parte das eleições gerais no Distrito Federal, em 20 estados e nos territórios federais do Acre, Amapá, Rondônia e Roraima. Foram escolhidos os senadores Nereu Ramos e Saulo Ramos, além de 10 deputados federais e 39 deputados estaduais
Nascido em Lages, o advogado Nereu Ramos formou-se pela Faculdade de Direito da Universidade de São Paulo em 1909. De volta à sua cidade natal, mudou-se para Florianópolis onde dedicou-se ao jornalismo, exercendo-o em paralelo com a advocacia. Eleito deputado estadual em 1911, renunciou para integrar a delegação brasileira nas conferências internacionais de Direito Marítimo e Letras de Câmbio, em Bruxelas e Haia. No primeiro semestre de 1914 foi chefe de gabinete de seu pai, o governador Vidal Ramos. Conquistou um novo mandato de deputado estadual em 1918, dirigiu jornais simpáticos ao Partido Republicano Catarinense, embora tenha fundado em 1927 o Partido Liberal Catarinense, o qual presidiu. Eleito deputado federal, pouco antes da Revolução de 1930, não assumiu o mandato devido ao fechamento do Congresso Nacional. Em 1932 esteve entre os fundadores da Faculdade de Direito de Santa Catarina, onde lecionou, e no ano seguinte elegeu-se deputado federal, ajudando a elaborar a Constituição de 1934.
Reeleito deputado federal em 1934, foi eleito governador no ano seguinte pela Assembleia Legislativa de Santa Catarina. Graças às suas ligações com Getúlio Vargas, manteve o cargo durante o Estado Novo, como interventor federal. Filiado ao PSD nos agonizes da Era Vargas, renunciou à interventoria elegendo-se deputado federal e senador em 1945, preferindo a cadeira senatorial. Um dia após a promulgação da Constituição de 1946, foi eleito indiretamente vice-presidente da República no governo de Eurico Gaspar Dutra, Eleito deputado federal em 1950, venceu a disputa para senador em 1954. Presidente interino da República nos meses anteriores à posse de Juscelino Kubitschek em 1956, foi ministro da Justiça do novo governo. Meses após deixar o cargo, morreu num acidente aéreo em São José dos Pinhais a 16 de junho de 1958.
Primo de Nereu Ramos e também nascido em Lages, Saulo Ramos participou da Revolução de 1930 e graduou-se médico pela Universidade Federal do Rio de Janeiro em 1933. Cirurgião especialista em ginecologia, obstetrícia e endocrinologia, estendeu suas atividades profissionais ao jornalismo e à agropecuária, sendo também empresário. Fundador do diretório estadual do PTB em Santa Catarina em 1945, assumiu a presidência do mesmo, elegendo-se deputado estadual em 1947, deputado federal em 1950 e senador em 1954.

## Resultado da eleição para senador
Conforme os arquivos do Tribunal Superior Eleitoral, foram apurados 579.042 votos nominais (88,19%), 72.138 votos em branco (10,99%) e 5.410 votos nulos (0,82%), resultando no comparecimento de 656.590 eleitores.
| Candidatos a senador da República | Candidatos a suplente de senador | Número | Coligação           | Votação | Percentual |
| --------------------------------- | -------------------------------- | ------ | ------------------- | ------- | ---------- |
| Nereu Ramos PSD                   | Ver abaixo -                     | -      | PSD, PTB            | 160.980 | 27,80%     |
| Saulo Ramos PTB                   | Ver abaixo -                     | -      | PSD, PTB            | 145.627 | 25,15%     |
| Adolfo Konder UDN                 | Ver abaixo -                     | -      | UDN (sem coligação) | 136.915 | 23,64%     |
| Aristiliano Ramos UDN             | Ver abaixo -                     | -      | UDN (sem coligação) | 135.530 | 23,41%     |

## Resultado da eleição para suplente de senador
Conforme os arquivos do Tribunal Superior Eleitoral, foram apurados 578.756 votos nominais (88,15%), 72.431 votos em branco (11,03%) e 5.403 votos nulos (0,82%), resultando no comparecimento de 656.590 eleitores.
| Candidatos a suplente de senador | Candidatos a senador da República | Número | Coligação           | Votação | Percentual |
| -------------------------------- | --------------------------------- | ------ | ------------------- | ------- | ---------- |
| Francisco Gallotti PSD           | Ver acima -                       | -      | PSD, PTB            | 160.879 | 27,80%     |
| Rodrigo Lobo PSD                 | Ver acima -                       | -      | PSD, PTB            | 145.615 | 25,16%     |
| Genésio Lins UDN                 | Ver acima -                       | -      | UDN (sem coligação) | 136.900 | 23,65%     |
| João Bayer Filho UDN             | Ver acima -                       | -      | UDN (sem coligação) | 135.362 | 23,39%     |

## Deputados federais eleitos
São relacionados os candidatos eleitos com informações complementares da Câmara dos Deputados.

Representação eleita
  UDN: 5
  PSD: 4
  PTB: 1

| Deputados federais eleitos | Partido | Votação | Percentual | Cidade onde nasceu   | Unidade federativa |  |
| Joaquim Ramos              | PSD     | 20.827  |            | Lages                | Santa Catarina     |  |
| Leoberto Leal              | PSD     | 20.712  |            | Tijucas              | Santa Catarina     |  |
| Aderbal Ramos da Silva     | PSD     | 20.488  |            | Florianópolis        | Santa Catarina     |  |
| Jorge Lacerda              | UDN     | 20.247  |            | Paranaguá            | Paraná             |  |
| Wanderley Júnior           | UDN     | 19.723  |            | Curitiba             | Paraná             |  |
| Atílio Fontana             | PSD     | 17.420  |            | Santa Maria          | Rio Grande do Sul  |  |
| Waldemar Rupp              | UDN     | 16.893  |            | Campos Novos         | Santa Catarina     |  |
| Hercílio Deeke             | UDN     | 15.946  |            | Ibirama              | Santa Catarina     |  |
| Antônio Carlos Konder Reis | UDN     | 15.755  |            | Itajaí               | Santa Catarina     |  |
| Elias Adaime               | PTB     | 8.981   |            | São Francisco do Sul | Santa Catarina     |  |
| Fontes:                    |         |         |            |                      |                    |  |

## Deputados estaduais eleitos
Deputados eleitos para a Assembleia Legislativa de Santa Catarina. (39 vagas)

Representação eleita
  PSD: 15
  UDN: 15
  PTB: 5
  PSP: 2
  PDC: 1
  PRP: 1

| Deputados estaduais eleitos | Partido | Votação | Percentual | Cidade onde nasceu   | Unidade federativa |
| Afonso Ghizzo               | UDN     | 5.748   | 0,99%      | Tubarão              | Santa Catarina     |
| Paulo Konder Bornhausen     | UDN     | 5.683   | 0,98%      | Rio de Janeiro       | Rio de Janeiro     |
| Osni de Medeiros Régis      | PSD     | 5.579   | 0,96%      | Florianópolis        | Santa Catarina     |
| Alfredo Cherem              | PSD     | 4.498   | 0,77%      | Florianópolis        | Santa Catarina     |
| Mário Olinger               | UDN     | 4.469   | 0,77%      | Brusque              | Santa Catarina     |
| Francisco Canziani          | UDN     | 4.467   | 0,77%      | Curitiba             | Paraná             |
| Brás Joaquim Alves          | PTB     | 4.366   | 0,75%      | Brusque              | Santa Catarina     |
| João Estivalet              | PSD     | 4.202   | 0,72%      | Passo Fundo          | Rio Grande do Sul  |
| Valério Teodoro Gomes       | PSD     | 4.060   | 0,70%      | Major Gercino        | Santa Catarina     |
| Lenoir Vargas               | PSD     | 3.991   | 0,68%      | Tupanciretã          | Rio Grande do Sul  |
| Lecian Slovinski            | PSD     | 3.955   | 0,68%      | Cocal do Sul         | Santa Catarina     |
| Geraldo Günther             | UDN     | 3.880   | 0,67%      | Canoinhas            | Santa Catarina     |
| José Bittencourt            | PSD     | 3.865   | 0,66%      | Salvador             | Bahia              |
| Orlando Bertoli             | PSD     | 3.824   | 0,66%      | Rio do Sul           | Santa Catarina     |
| Oscar da Nova               | PSD     | 3.815   | 0,65%      | Blumenau             | Santa Catarina     |
| Laerte Ramos Vieira         | UDN     | 3.699   | 0,63%      | Lages                | Santa Catarina     |
| José Waldomiro Silva        | UDN     | 3.685   | 0,63%      | Campos Novos         | Santa Catarina     |
| Mário Brusa                 | UDN     | 3.628   | 0,62%      | Getúlio Vargas       | Rio Grande do Sul  |
| Antônio Palma               | UDN     | 3.603   | 0,62%      | São Joaquim          | Santa Catarina     |
| Paulo Preis                 | PSD     | 3.487   | 0,60%      | Imaruí               | Santa Catarina     |
| Ruy Hülse                   | UDN     | 3.487   | 0,60%      | Criciúma             | Santa Catarina     |
| Ivo Silveira                | PSD     | 3.479   | 0,60%      | Palhoça              | Santa Catarina     |
| Luís de Sousa               | UDN     | 3.436   | 0,59%      | Florianópolis        | Santa Catarina     |
| Pedro Kuss                  | PSD     | 3.326   | 0,57%      | Lapa                 | Paraná             |
| Antônio Gomes de Almeida    | PSD     | 3.280   | 0,56%      | Campos Novos         | Santa Catarina     |
| Heitor Guimarães            | PSD     | 3.249   | 0,56%      | Curitiba             | Paraná             |
| João MacDonald              | UDN     | 3.242   | 0,55%      | Urussanga            | Santa Catarina     |
| Epitácio Bittencourt        | PSD     | 3.194   | 0,55%      | Imaruí               | Santa Catarina     |
| Benedito Carvalho Júnior    | UDN     | 3.166   | 0,54%      | Rio Negro            | Paraná             |
| Vicente Schneider           | PRP     | 3.118   | 0,53%      | São Sebastião do Caí | Rio Grande do Sul  |
| Clodorico Moreira           | UDN     | 3.008   | 0,51%      | Irineópolis          | Santa Catarina     |
| José de Miranda Ramos       | PTB     | 2.983   | 0,51%      | Lapa                 | Paraná             |
| Antenor Tavares             | UDN     | 2.821   | 0,48%      | Tijucas              | Santa Catarina     |
| João Colodel                | PTB     | 2.580   | 0,44%      | Canoinhas            | Santa Catarina     |
| Estanislau Romanowski       | PTB     | 2.175   | 0,37%      | Porto Belo           | Santa Catarina     |
| Pelágio Parigot de Sousa    | PSP     | 2.173   | 0,37%      | Curitiba             | Paraná             |
| Leopoldo Erig               | PSP     | 2.172   | 0,37%      | São Sebastião do Caí | Rio Grande do Sul  |
| Rubens Nazareno Neves       | PDC     | 2.095   | 0,36%      | Lages                | Santa Catarina     |
| Olice Caldas                | PTB     | 2.057   | 0,35%      | Passo Fundo          | Santa Catarina     |
| Fontes:                     |         |         |            |                      |                    |